# Periaptodes olivieri
Periaptodes olivieri är en skalbaggsart som först beskrevs av Thomson 1865.  Periaptodes olivieri ingår i släktet Periaptodes och familjen långhorningar. Inga underarter finns listade i Catalogue of Life.